# ムロツヨシ
ムロツヨシ（本名・非公開、1976年〈昭和51年〉1月23日 - ）は、日本の俳優、タレント、喜劇役者。
神奈川県横浜市港北区菊名出身、アッシュアンドエー所属。東京理科大学理学部数学科中退。

## 略歴
4歳のときに両親が離婚、親権は父になったが父は別の女性と親密になったため、5歳上の姉と共に叔母のもとで育つ。横浜市立神大寺小学校、横浜市立六角橋中学校、神奈川県立鶴見高等学校ではハンドボール部に所属、一浪して東京理科大学理学部数学科に進学。入学後に「学びたいことがあってこの学科に来た」と語る同級生たちに出会い、「その志がまぶしく、偏差値の高い大学に入ることしか考えていなかった自分が恥ずかしかった。彼らみたいに、夢を持つ側の人になりたい」と思う。ファンだった深津絵里が出演する舞台『陽だまりの樹』を観に行き、1幕ラストで段田安則が涙を流す芝居を見て感銘を受け、俳優を志した。
大学は3週間で中退して俳優養成所（東京アクターズスタジオ）に入所。劇団東京乾電池の研究生だった時期もあった。中央卸売市場やコンサート会場でアルバイトで生活しながら小さな劇団の舞台に出る生活を続ける。1999年から単独で舞台活動を開始するも下積み時代が続く。2001年、演劇バトル「E-1グランプリ」に出場するため役者数人を誘って演劇ユニット「劇団ヤニーズ」を結成する。しかし「ムロはアツすぎて俺たちとは違う」とクーデターが起きて発起人にもかかわらずクビになり、その後もう一度参加したりもしたが結局退団する。
2005年の映画『サマータイムマシン・ブルース』を足掛かりに、映画にも出演するようになる。
2008年から、舞台「muro式」を定期的に開催。脚本・演出・出演をしている。2009年12月から舞台『muro式』の広報活動の一環として、muro式トークライブ「ムロツヨシ、バナシ」を開催している。自身が所属する事務所のコントライブ『東京コントメン』のMCを立ち上げから2018年まで担当した。
2014年、情報誌『日経トレンディ』が選ぶ「今年のヒット人」に選ばれる。
2015年11月10日、喉の手術のために入院。11日に手術を受け、12日に退院する。
2017年4月25日、渡辺直美に教わってInstagramアカウントを開設。開設後5時間でフォロワー数が20万人、1日で36万人を突破するなどして話題になった。
2018年、42歳でエランドール賞新人賞を受賞。5月10日には2008年から続けてきた舞台の集大成となる『muro式.10』の千穐楽を迎え、これを一区切りとして次は新しい舞台を作ると発表した。
2021年秋公開の映画『マイ・ダディ』で実写映画初主演。
2022年3月31日にASH&Dコーポレーションを退社し、“暖簾分け”で4月1日から新事務所「アッシュアンドエー」(ash＆A) に所属となることを発表した。「A」は「始まりのA」「ActorのA」「AnswerのA」が含まれている。
以前から6月24日を「ムロツヨシの日」と自ら発信していたが、主演映画『神は見返りを求める』の宣伝担当者が6月24日を「ムロツヨシの日」として一般社団法人日本記念日協会に申請し、正式に認定されたことが2022年の当日に本人にもサプライズで発表された。
2023年10月11日、ドラマ撮影中に腹部に痛みを感じたことから病院で検査をしたところ、腹膜炎と診断されそのまま入院した。

## 人物
- 芸名のムロツヨシに姓名の区別はなく、映像作品のクレジットタイトルが英語の時はMurotsuyoshiと無空白で連続して記述されている。芸名にしたのは、両親の離婚以来会っていない母に知られたくないと考えたため。芸能界入りした頃には母親にも新たな家庭があったため、息子が芸能人になったと知られたら「目障りだろうな、と思った」[10]。波瀾万丈な子供時代だったが、父親について「嫌いではなく、軽蔑もしてない。楽しそうに生きているんだな」と感情を表し、「仕事が大工でこれがカッコ良かった」と語っている[11]。本名を非公開にしているのも、本名を公開すると母に知られるからではないからだと思われる。
- 小劇場に出演していた頃、演出を試行錯誤する中で、ある役者が他の役者からずるいと言われ出した演出を手掛かりにして、飄々とした独特の間やテンポの「ずるい」芝居のスタイルが始まった[35]。下積み時代は長かったが、無名の役者として多数の作品に出演し真面目な役から三枚目まで幅広く演じたことで、様々な俳優や監督とのつながりが広がった[36]。特に佐藤二朗らと共に「福田組」の常連として映画『銀魂』[37]や『50回目のファースト・キス』[38]など多くの作品に出演しているが、これらを手掛けた福田雄一監督と知り合ったことがブレイクに一役買っていると言われる[36]。作品出演だけでなく、それをPRする記者会見の場でも俳優たちの間でうまく立ち回って作品の話題性を上げるなど、制作側からの評価も高い[36]。
- 映画『交渉人 真下正義』（2005年公開）で共演して以降[39]、小泉孝太郎と親交が深く、小泉家とも家族ぐるみの付き合いがある[40]。メディアアーティストの真鍋大度は大学の同級生[41]。大学には1か月程度しか通わなかったが、この間に一緒にキャンプに出掛けている。2014年にラジオ番組『スパカン!』（文化放送）のゲストに真鍋を招き、20年ぶりの再会を果たした[42]。
- 映画『疾風ロンド』出演の際、スキーを練習した。それ以来、趣味はスキー[43]。
- トーク番組『サワコの朝』（TBSテレビ）に出演した際、「思い出の中で今でも輝いている曲」にとんねるずの『雨の西麻布』、「今、心に響く曲」にウルフルズの『笑えれば』を挙げている[44][45]。
- 好きな映画は、ジャック・ニコルソンとモーガン・フリーマン主演の『最高の人生の見つけ方』[46]。好きな本は、伊坂幸太郎著の『アヒルと鴨のコインロッカー』[46]。
- 「大洋ホエールズ」時代からの横浜DeNAベイスターズファンで[47]、全選手の記録を言えるほど[48]。2019年に劇場公開された球団のドキュメンタリー映画『FOR REAL－戻らない瞬間、残されるもの。－』のナレーションのオファーが来た際には、嬉しくて即答でやりたいと返事をした[48]。

## 出演

### 映画
- サマータイムマシン・ブルース（2005年9月3日） - 石松大悟 役
- 踊る大捜査線シリーズ - 倉橋大助 役
  - 交渉人 真下正義（2005年5月7日）
  - 踊る大捜査線 THE MOVIE3 ヤツらを解放せよ！（2010年7月3日）
  - 踊る大捜査線 THE FINAL 新たなる希望（2012年9月7日）
- ピーナッツ（2006年）
- UDON（2006年8月26日） - 石松大悟 役
- 龍が如く 劇場版（2007年3月3日） - 中西 役
- 少林少女（2008年4月26日）
- R246 STORY-弁当夫婦-（2008年）
- 特命係長 只野仁 最後の劇場版（2008年12月6日）
- アフタースクール（2008年5月24日） - 甲斐 役
- 劇場版 仮面ライダー電王&キバ クライマックス刑事（2008年4月12日） - 警官 役
- 誰も守ってくれない（2009年1月24日）
- ヤッターマン（2009年3月7日）- 社員B 役
- 呪怨 白い老女（2009年6月27日） - 磯部篤 役
- 大洗にも星はふるなり（2009年11月7日） - 猫田 役
- 曲がれ!スプーン（2009年11月21日）
- 昆虫探偵 ヨシダヨシミ（2010年4月3日）
- シュアリー・サムデイ（2010年7月17日） - 北村雄喜 役
- 恋愛戯曲（2010年） ‐ 田淵プロデューサー
- パーマネント野ばら（2010年）
- 大奥（2010年10月1日） - 副島 役
- シャッフル（2011年10月22日） - 物部ユウサク（大藪） 役
- 闇金ウシジマくん（2012年8月25日） - 上原 役
- 鍵泥棒のメソッド（2012年9月15日） - お見合い候補者 役
- 横道世之介（2013年2月23日） - 前原ディレクター 役
- コドモ警察（2013年3月20日、福田雄一監督） - 室井二朗監督 役
- ボクたちの交換日記（2013年3月23日） - BB・福田 役
- HK 変態仮面シリーズ（2013年・2016年、福田雄一監督） - 大金玉男 役
  - HK 変態仮面（2013年4月13日）
  - HK 変態仮面 アブノーマル・クライシス（2016年5月14日）[49]
- 俺はまだ本気出してないだけ（2013年6月15日、福田雄一監督） - 不動産屋 役
- 薔薇色のブー子（2014年5月30日、福田雄一監督） - バスジャック・ビル立てこもりの男 役
- 女子ーズ（2014年6月7日、福田雄一監督） - 迷惑な乗客 役（友情出演）
- 小野寺の弟・小野寺の姉（2014年10月25日、西田征史監督） - 河田耕輔 役[50]
- 幕が上がる（2015年2月28日、本広克行監督） - 溝口先生 役[51]
- 明烏（2015年5月16日、福田雄一監督） - アキラ 役[52]
- ヒメアノ〜ル（2016年5月28日、吉田恵輔監督） - 安藤勇次 役[53]
- 金メダル男（2016年10月22日、内村光良監督・原作・脚本・主演） - 村田俊太郎 役[54]
- 疾風ロンド（2016年11月26日、東映、吉田照幸監督） - ワダハルオ 役[43]
- 銀魂 実写映画シリーズ - 平賀源外 役
  - 銀魂（2017年7月14日、福田雄一監督・脚本）[55][56]
  - 銀魂2 掟は破るためにこそある（2018年8月17日、福田雄一監督・脚本）[57]
- 斉木楠雄のΨ難（2017年10月21日、福田雄一監督・脚本） - 蝶野 雨緑 役[58]
- DESTINY 鎌倉ものがたり （2017年12月9日、東宝、山崎貴監督・脚本） - ヒロシ 役
- 50回目のファーストキス（2018年6月1日、福田雄一監督） - ウーラ山崎 役[59]
- 空飛ぶタイヤ（2018年6月15日、本木克英監督） - 小牧重道 役[60]
- ダンスウィズミー（2019年8月16日、矢口史靖監督） - 渡辺義雄 役[61][62][63]
- 最高の人生の見つけ方（2019年10月11日、犬童一心監督） - 高田学 役[64]
- FOR REAL－戻らない瞬間、残されるもの。－（2019年12月20日） - ナレーション[48]
- ヲタクに恋は難しい（2020年2月7日、福田雄一監督）[65] - バーのマスター 役
- 今日から俺は!!劇場版（2020年7月17日、福田雄一監督） - 椋木先生 役
- 新解釈・三國志（2020年12月11日、福田雄一監督） - 諸葛亮孔明 役[66]
- マイ・ダディ（2021年9月23日、金井純一監督） - 主演・御堂一男 役[31]
- 神は見返りを求める（2022年6月24日、吉田恵輔監督） - 主演・田母神尚樹 役[67][68]
- 川っぺりムコリッタ（2022年9月16日、荻上直子監督） - 島田幸三 役[69]
- 波紋（2023年5月26日、荻上直子監督） - ホームレス佐伯 役
- 身代わり忠臣蔵（2024年2月9日、河合勇人監督） - 主演・吉良上野介 / 孝証 役[70]
- 聖☆おにいさん THE MOVIE〜ホーリーメン VS 悪魔軍団〜（2024年12月20日、福田雄一監督） - カンペを読む人 役[71]
- アンダーニンジャ（2025年1月24日、福田雄一監督） - 大野 役[72]
- 新解釈・幕末伝（2025年12月19日公開予定、福田雄一監督）- 主演・坂本龍馬 役（佐藤二朗とのW主演）[73]

### 配信映画
- 赤ずきん、旅の途中で死体と出会う。（2023年9月14日配信、Netflix） - ねずみのポール 役[74][75]

### テレビドラマ
- 踊る大捜査線シリーズ（2005年） - 倉橋大助 役
  - 前日も交渉人 真下正義（2005年5月6日、スカパー）
  - 逃亡者 木島丈一郎（2005年12月10日、フジテレビ）
- 2ndハウス（2006年1月13日 - 3月31日、テレビ東京）- 須藤高雄 役
- 役者魂! 第2話（2006年10月24日、フジテレビ） - 美術スタッフ 役
- Xenos（2007年1月12日 - 3月30日、テレビ東京） - 徳久一樹 役
- 仮面ライダー電王 第23話 - 第24話（2007年7月8日 - 15日、テレビ朝日） - 増田明男 役[76]
- 探偵学園Q 第8話（2007年8月21日、日本テレビ） - 浅野の友人 役
- ガリレオ 第1話（2007年10月15日、フジテレビ） - クリーニング屋 役
- SP 警視庁警備部警護課第四係 第1話（2007年11月3日、フジテレビ） - 合コン男性（安原） 役
- ロス:タイム:ライフ 第7節（2008年3月15日、フジテレビ） - 室谷津与志ピッチリポーター 役
- 7人の女弁護士 第2シリーズ 第6話（2008年5月15日、テレビ朝日） - 久保田秀男 役
- CHANGE 第7話（2008年6月23日、フジテレビ）
- ザ・クイズショウ 第4話（2008年7月27日、日本テレビ） - 柳家四郎 役
- 33分探偵 第8話（2008年9月20日、フジテレビ） - 誘拐犯 役
- Room Of King（2008年10月4日 - 11月29日、フジテレビ） - バーのマスター 役
- サラリーマン金太郎（2008年10月10日 - 12月12日、テレビ朝日） - 三田善吉の息子 役
- 流星の絆 第3話（2008年10月31日、TBS） - 泰輔の幼少時代の担任先生 役
- 相棒 Season7 第7話「最後の砦」（2008年12月3日、テレビ朝日） - 日下部裕 役
- 男装の麗人〜川島芳子の生涯〜（2008年12月6日、テレビ朝日）
- チャンス!〜彼女が成功した理由〜（2009年3月7日・14日、フジテレビ） - 河村泰三 役
- 土曜ワイド劇場 火災調査官・紅蓮次郎 9（2009年4月25日、テレビ朝日） - 水沢徹 役
- サムライ・ハイスクール（2009年10月17日 - 12月12日、日本テレビ） - 新田孝介 役
- 偉人の来る部屋 第四回（2009年10月26日、TOKYO MX） - 土方歳三 役
- 小公女セイラ 第9話（2009年12月12日、TBS） - 立石慎二 役
- 東京DOGS 最終話（2009年12月21日、フジテレビ） - 奏のスーツケースを盗んだ男 役
- 新春ドラマスペシャル 福助（2010年1月4日、東海テレビ） - 由季子のパート先のコンビニのスーパーバイザー 役
- 卒うた 第1夜 - 第3夜（2010年3月1日 - 3日、フジテレビ） - ADの男 役
- 蛇のひと（2010年3月7日、WOWOW）- 陽子の婚約者 役
- 火9 絶対零度〜未解決事件特命捜査〜 Case.2（2010年4月20日、フジテレビ） - 野宮冬樹 役[77]
- プロゴルファー花（2010年4月8日 - 7月8日、読売テレビ） - 鶴田三郎 役
- うぬぼれ刑事（2010年7月9日 - 9月17日、TBS） - 登戸刑事 役
- ミッドナイト☆ドラマ 豆腐姉妹（2010年8月1日 - 8月29日、WOWOW）
- フリーター、家を買う。 第6話 - 第9話（2010年11月 23日 - 12月14日、フジテレビ） ‐ 相沢 役
- CONTROL〜犯罪心理捜査〜 第10話 - 最終話（2011年3月15日 - 22日、フジテレビ） - 沼田信二 役
- 階段のうた Season3（2011年4月7日 - 6月30日、TBS） - マッチ売りの男 役
- BOSS 2ndシーズン 第3話（2011年5月5日、フジテレビ） - 野口武生 役
- 生まれる。 第4話 （2011年5月13日、TBS） - 沢田 役
- 勇者ヨシヒコシリーズ（2011年・2012年、2016年、テレビ東京） - メレブ 役
  - 勇者ヨシヒコと魔王の城（2011年7月8日 - 9月23日）
  - 勇者ヨシヒコと悪霊の鍵（2012年10月12日 - 12月21日）
  - 勇者ヨシヒコと導かれし七人（2016年10月8日 - 12月24日）[78]
- ピースボート -Piece Vote- 第7話 - 第11話（2011年8月15日 - 9月22日、日本テレビ） - 三浦和俊 役
- 謎解きはディナーのあとで 第2話（2011年10月25日、フジテレビ） - 若林圭一 役
- 家族のうた（2012年4月15日 - 6月3日、フジテレビ） - 花村良太 役
- 世にも奇妙な物語（フジテレビ）
  - 2012年 春の特別編「7歳になったら」（2012年4月21日） - 審査官 役
  - 25周年記念!秋の2週連続SP「バツ」（2015年11月28日） - 邑田英策 役
  - '19秋の特別編「コールドスリープ」（2019年11月9日） - 主演・藤原吾郎 役[79][80]
- メグたんって魔法つかえるの?（2012年7月8日 - 12月23日、日本テレビ） - 鴨下（先生） 役
- ウレロ☆未完成少女 第2話（2012年7月20日、テレビ東京） - 押崎駿流 役
- 大河ドラマ（NHK総合） 
  - 平清盛（2012年） - 平忠度 役[81]
  - おんな城主 直虎（2017年1月 - 12月） - 瀬戸方久 役[82][83]
  - どうする家康（2023年）- 豊臣秀吉 役[84][85]
- ピン女のメリークリスマス 〜恋したい、恋しようとしない、恋できない。〜（2012年12月17日 - 19日、日本テレビ） - 汐田健太郎 役
- 金曜プレステージ 堂場瞬一サスペンス 捜査一課・澤村慶司 シリーズ（2013年・2014年、フジテレビ） - 橋詰真之 役
  - 逸脱〜捜査一課・澤村慶司（2013年2月15日）
  - 執着〜捜査一課・澤村慶司2（2014年3月7日）
- 猫弁と透明人間（2013年4月22日、TBS） - 山田サトシ（TVの気象予報士） 役
- 空飛ぶ広報室（2013年4月14日 - 6月23日、TBS） - 比嘉哲広 役
- 真夜中のパン屋さん 第3話 - 最終話（2013年5月12日 - 6月16日、NHK BSプレミアム） - ソフィア 役
- ぐいぐいゾンビ（2013年4月 - 12月、NHK Eテレ・NHKワンセグ2・青山ワンセグ開発） - 主演・山下元気 役[86]
- 杉村三郎シリーズ（2013年・2014年、TBS） - 手島雄一郎 役
  - 名もなき毒 （2013年7月8日 - 9月16日）
  - ペテロの葬列（2014年7月7日 - 9月15日）
- 天魔さんがゆく 第1話・第2話・第8話（2013年7月15日・22日・9月9日、TBS） - 落ち武者（木曾ノ道国吉）・野口英世（8話） 役
- 連続テレビ小説（NHK総合）
  - ごちそうさん 第3週（第15回） - 最終週（2013年10月16日 - 2014年3月29日） - 竹元勇三 役[82][81]
  - らんまん 最終週 第129回（2023年9月28日） - 小畠 役[87][88]
- 実験刑事トトリ2 第5話（2013年11月9日、NHK総合） - 和久井高志 役[81]
- 裁判長っ!おなか空きました! （2014年1月26日、日本テレビ） - 隣ビルのサラリーマン 役
- 新解釈・日本史（2014年4月28日 - 6月23日、毎日放送） - 主演[89]
- アオイホノオ（2014年7月19日 - 9月27日、テレビ東京） - 山賀ヒロユキ 役
- ウロボロス〜この愛こそ、正義。（2015年1月16日 - 3月19日、TBS） - 深町武 役[90][91]
- 恋愛あるある。「同棲恋愛あるある」（2015年6月24日、フジテレビ） - 青柳芯太 役[92]
- ナポレオンの村（2015年7月19日 - 9月20日、TBS） - 山田大地 役[93]
- 悪党たちは千里を走る（2016年1月20日 - 3月23日、TBS） - 主演・高杉篤郎 役[94][95]
- ニーチェ先生（2016年1月21日 - 3月23日、読売テレビ / 1月24日 - 3月27日、日本テレビ） - 小銭囲碁の客 役（友情出演）
- トライベッカ 第4回 - （2016年7月22日[96] - 、WOWOWプライム） - 鏑木康夫 役
- 重版出来!（2016年4月12日 - 6月14日、TBS） - 沼田渡 役[97]
- モンタージュ 三億円事件奇譚（2016年6月25日・26日、フジテレビ） - 水原大輔 役[98]
- キッドナップ・ツアー（2016年8月2日、NHK総合） - 佐々木 役[99]
- 山田孝之のカンヌ映画祭 第1話（2017年1月7日、テレビ東京）[100]
- 愛を乞うひと（2017年1月11日、日本テレビ） - 和知武則 役[101]
- スーパーサラリーマン左江内氏（2017年1月14日 - 3月18日、日本テレビ） - 小池郁男 役[102][103]
- 孤独のグルメSeason6 第12話（2017年7月1日、テレビ東京） - マスター 役
- ハロー張りネズミ 第6話（2017年8月18日、TBS） - 伊佐川良二 役[104][105]
- きみが心に棲みついた（2018年1月16日 - 3月20日、TBS） - スズキ次郎 役[106][107]
- 平成細雪 最終話（2018年1月28日、NHK BSプレミアム） - 御牧久麿 役
- 大恋愛〜僕を忘れる君と（2018年10月12日 - 12月14日、TBS） - 間宮真司 役[108][109]
  - 大恋愛 特別編（2020年6月5日 - ）[110]
- 今日から俺は!!（2018年10月14日 - 12月、日本テレビ） - 椋木先生 役[111][112]
  - 金曜ロードSHOW!「映画公開記念!!今日から俺は!!スペシャル」（2020年7月17日）[113]
- 二つの祖国（2019年3月23日・24日、テレビ東京） - チャーリー田宮 役[114][115]
- Iターン（2019年7月13日 - 9月28日、テレビ東京） - 主演・狛江光雄 役（古田新太とのW主演）[116][117][118]
- 病室で念仏を唱えないでください（2020年1月17日 - 3月20日、TBS）- 濱田達哉 役[119]
- まとわりつくオンナ - 五つの地獄編 第3話（2020年3月6日、TBSテレビ）- 主演・単身赴任が間もなく終わる男 役[120]
- 三浦部長、本日付けで女性になります。（2020年3月21日、NHK総合） - 主演・三浦安雄 役[121]
- 今だから、新作ドラマ作ってみました 第3夜「転・コウ・生」（2020年5月8日、NHK総合） - むろつよし 役[122][123][124][125]
- 親バカ青春白書（2020年8月2日 - 9月13日、日本テレビ） - 主演・小比賀太郎 役（第6話のみ監督演出を担当）[126][127][128][129]
- 俺の家の話 第九話（2021年3月19日、TBS） - 観山万寿 役[130]
- 全っっっっっ然知らない街を歩いてみたものの（フジテレビ） - 主演・セイノ 役
  - Season1（2021年3月29日（28日深夜） - 4月3日（2日深夜））[131]
  - Season2（2022年3月7日（6日深夜） - 4月11日（10日深夜））[132]
- ハコヅメ〜たたかう!交番女子〜（2021年7月7日 - 9月15日、日本テレビ） - 伊賀崎秀一 役[133]
- 志村けんとドリフの大爆笑物語（2021年12月27日、フジテレビ） - 時代劇俳優 役[134]
- 椅子 第7話「人間達の声がする」（2022年7月8日、WOWOW）- 達三 役[135]
- 雨に消えた向日葵（2022年7月24日 - 8月21日、WOWOW）- 主演・奈良健市 役[136]
- 星降る夜に 第4話・第6話 - 最終話（2023年2月7日・21日 - 3月14日、テレビ朝日） - 伴宗一郎 役[137]
- ドラフトキング（2023年4月8日 - 6月10日、WOWOW） - 主演・郷原眼力 役[138]
- うちの弁護士は手がかかる（2023年10月13日 - 12月22日、フジテレビ） - 主演・蔵前勉 役[139][140]
- 団地のふたり 第4話（2024年9月22日、NHK BS・BSプレミアム4K） - 森山龍之介 役[141]
- 雪煙チェイス（2025年冬放送予定、NHK総合） - 主演・小杉敦彦 役（細田佳央太とのW主演）[142]

### 舞台
- 劇団ヤニーズ[20]
  - 第一回公演 ケーブルテレビ（2001年）（演劇バトルE-1グランプリ出場）
  - 第四回公演 コシバイみっつ（2002年）
- ある一人の青年（一人舞台） - 作・演出・出演
- 芸人を夢見たある二人の男 - 作・演出・出演
- スペクタクルガーデン
  - スペクタクルガーデンVol.3『テイルズ・ザット・ザ・ムーン・ノウズ』
  - スペクタクルガーデンVol.4『バット・スプリング・ハズ・カム』（2003年）
  - スペクタクルガーデンVol.5『インシュアランス・アドベンチャー』
  - スペクタクルガーデンVol.6『マスト・イグジット・ダスト』
  - スペクタクルガーデンVol.7『ポリゴンハーツ・デュアル』
- 紳士スラックス
  - 紳士スラックス『スラックス紳士』
  - 紳士スラックス『日帰りミステリアス』
- 劇団たいしゅう小説家 第10回公演『泥棒役者』（2006年9月9日 - 18日、東京芸術劇場ホール2 / 9月23日・24日、神戸オリエンタル劇場）[143]
- シティーボーイズミックスPRESENTS『モーゴの人々』（ゲスト出演）
- Fabrica[10.0.1]「LIFE FILM」
- muro式
  - muro式.1「幾」（2008年）
  - muro式.2「例」（2009年）
  - muro式.3「算」（2009年）
  - muro式.4「xyz」（2010年）
  - muro式.5「＋」（2011年）
  - muro式.6「グラフ」（2012年）
  - muro式.7「∴」（2013年）
  - muro式.8「2 3 5 7 11 13 17 ...」（2014年）
  - muro式.9「＝」（2015年）
  - muro式.9.5「答え」（2016年）
  - muro式.10「シキ」（2018年）[30]
  - muro式.がくげいかい（2021年）[144]
  - muro式.「トイ」（2025年）[145]
- U-1グランプリ case03 『職員室』
- 時計じかけのオレンジ（2011年)
- モンティ・パイソンのスパマロット（2012年） - マルチ 役
  - モンティ・パイソンのSPAMALOT featuring SPAM（2015年2月16日 - 3月1日、赤坂ACTシアター）[146]
- フル・モンティ（2014年1月31日 - 2月16日、東京国際フォーラム ホールC） - イーサン 役[147]
- ミュージカル『ヤングフランケンシュタイン』（2017年8月11日 - 9月3日、東京国際フォーラム ホールC / 2017年9月7日 - 10日、オリックス劇場） - ケンプ警部 役[148]
- 恋のヴェネチア狂騒曲（2019年7月5日 - 28日、新国立劇場 中劇場） - 主演・トゥルファルディーノ 役[149]
- セイジ・オザワ 松本フェスティバル2019 「オーケストラ コンサート　プロコフィエフ：ピーターと狼 Op. 67（日本語上演）」（2019年9月1日、まつもと市民芸術館） - 語り[150][注 2]

### テレビアニメ
- 宇宙なんちゃら こてつくん（2021年 - 2023年） - ナレーション、DAXAくん 役[152]

### 劇場アニメ
- 二ノ国（2019年8月23日、ワーナー・ブラザーズ映画） - 不思議なお爺さん 役[153]
- 映画ざんねんないきもの事典（2022年7月8日、イオンエンターテイメント） - モグモグ 役[154]

### 吹き替え
- ボス・ベイビー（2017年、東宝東和） - 主演・ボス・ベイビー 役[155]
- ボス・ベイビー ファミリー・ミッション（2021年、東宝東和・ギャガ） - 主演・ボス・ベイビー（テッド） 役[156]

### テレビ番組
- 戦国鍋TV 〜なんとなく歴史が学べる映像〜（#50 2011年3月12日、テレビ神奈川）- 「戦国武将がよく来るキャバクラ」第23回 曲直瀬道三役
- 極バラ-この恋で私は生まれた（2014年、TBS） - MC
- LIFE!〜人生に捧げるコント〜（2013年8月 - 、NHK総合）[81]
  - LIFE!〜人生に捧げるコント〜 series-1（2013年 - 2014年）
  - LIFE!〜人生に捧げるコント〜 series-2（2014年）
  - LIFE!〜人生に捧げるコント〜 series-3（2015年）
  - スピンオフ番組 LIFE!ステージ 〜人生に捧げるコントライブ〜 （2014年12月13日・2015年5月30日・11月15日） - MC
  - LIFE!〜人生に捧げるコント〜 series-4（2016年 - ）[157][158]
- 燃えよ空想〜シェイクスピアゲーム〜（NHK BSプレミアム）
  - 燃えよ空想〜シェイクスピアゲーム〜（2014年9月） - ゲームマスター
  - 燃えよ空想〜シェイクスピアゲーム2〜（2015年6月2日・16日） - ゲームマスター[159]
- 妄想ニホン料理 Season3（2015年4月 - 、NHK総合） - MC[160]
- ドキュメント72時間（NHK総合） - ナレーション
  - タクシー本音の会話〜福島いわき編〜（2015年4月10日）
  - 大型連休・レンタルビデオ店で描く夢（2015年6月12日）
- カクガリ君!〜確率をガリガリ勉強して幸せになろう〜（2015年7月20日 - 9月28日、TBS） - MC[5]
- 流星放送局〜ふたご座流星群LIVE〜（2016年12月13日、BSジャパン） - MC[161]
- Perfume × TECHNOLOGY 2017（2017年12月21日、NHK総合） - 案内人[41]
- NHK紅白歌合戦（NHK総合・ラジオ第1）
  - 第68回（2017年12月31日） - VTR出演[注 3]
  - 第69回（2018年12月31日） - 企画コーナー「夢のキッズショー 〜平成、その先へ〜」案内人[163]
- ムロテレ（2018年2月16日 - 予定、WOWOWライブ）[164]
- 川柳居酒屋なつみ（2019年4月 - 2020年3月17日、テレビ朝日） - 常連客[165]
- 小泉孝太郎＆ムロツヨシ 自由気ままに2人旅（2019年11月12日[166]・2020年9月23日[167]・2021年9月22日[168]・2022年9月28日[169]・2023年10月11日[170]・2024年9月25日[171]・10月2日[172]、フジテレビ）
- だれかtoなかい（2024年4月14日 - 12月1日、フジテレビ） - MC[173][174]

### ラジオ
- スパカン!（2012年4月6日 - 2015年3月27日、文化放送） - MC[175]
- 吉永小百合とムロツヨシのオールナイトニッポンGOLD（2019年10月8日、ニッポン放送）
- ムロツヨシのオールナイトニッポンGOLD（2022年6月29日、ニッポン放送）[176]

### 配信ドラマ
- キキコミ 第11話（2007年12月28日配信、@nifty動画） - トドロキ リョウスケ 役[177]
- あるジーサンに線香を（2012年9月1日配信、KDDI） - 新島 役[178]
- ラヴコンシェル 第10週「中は?」（2013年1月28日 - 2月1日、NOTTV） - 脚本、監督、主演
- 最上のプロポーズ Eposode2（2013年、BeeTV）
- 朝日新聞 求婚の日プロジェクト「ふたりの時計」（2014年1月25日 - 、朝日新聞デジタル）[179][180]
- 宇宙の仕事（2016年9月8日配信、Amazonプライム・ビデオ） - 実吉浩二 役[181]
- 小池刑事の鬼の取調室（2017年3月18日 - 、Hulu） - 主演・小池郁男 役[182]
- 銀魂 -ミツバ篇-（2017年、dTV） - 平賀源外 役（声のみの出演）
- 新解釈・三國志－異聞－（2020年12月12日 - 26日、Hulu） - 孔明 役[183]
- 全っっっっっ然知らない街を歩いてみたものの 第7話・8話（2021年4月3日（2日深夜） - 28日、FOD） - セイノ 役[184][185]
- うちの弁護士は手がかかる #0（2023年10月13日 - 、FOD） - 蔵前勉 役[186]

### CM・広告
- NTTドコモ
  - 「ネットワーク」『海上』篇（2014年）[187]
  - 「U30ロング割」『おねだり翻訳篇』（2021年12月18日 - ）[188]
  - 『U30ロングプロレス篇』（2022年2月25日 - ）[189]
- サントリー「ケロッグ 飲む朝食 フルーツグラノラ」（2015年4月 - ）[190]
- ピザハット 「食べごたえを、もっと!」篇（2015年4月18日 - ）[191]
- ガンホー・オンライン・エンターテイメント「サモンズボード」（2015年11月 - ）[192]
- ニッスイ「大きな大きな焼きおにぎり」（2016年5月 - ）[193][194]
- 吉野家「築地一号店物語」シリーズ（2016年10月 - ）[195]
- パナソニック「Panasonic リフォーム」（2017年3月 - ）※石田ゆり子と夫婦役、名取裕子と親子役で共演[196]
- 大塚製薬「ULOS」（2017年4月[197] - ）[198]
- カカオジャパン「ピッコマ」（2017年7月 - ）[199]
- キリンビバレッジ「KIRIN SUPLI」（2017年7月 - ）[200]
- りそなホールディングス（りそな銀行・埼玉りそな銀行・関西みらい銀行）「マネーの知っトク塾」（2017年11月[201] - ）[202]
- アサヒグループ食品「MINTIA」（2018年3月 - ）[203]
- スズキ「スペーシア ギア」（2018年12月 - ）
- ミツカン
  - 「味ぽん」（2019年12月 - ）[204]
  - 「だしまろぽん」（2020年10月 - ）
- 三和酒類「いいちこ下町のハイボール」『はじめての出会い』篇（2020年9月8日 - ）[205]
- エクスペディア（2022年2月 - ）[206]
- アサヒ飲料「WONDA」（2023年9月12日 - ）[207]
- ライオン「ソフラン プレミアム消臭」（2024年3月6日 - ）[208]
- サッポロビール「サッポロ 濃いめブランド」（2025年1月28日 - ）[209]

### PV
- miwa「夜空。feat.ハジ→」（2015年8月19日）[210]
- カーリングシトーンズ「ソラーレ」（2022年7月20日）[211]

## 作品

### 書籍
- ムロ本、（2017年3月29日、ワニブックス）ISBN 978-4-8470-9542-9[212]

### 楽曲
- 東京スカパラダイスオーケストラ「めでたしソング feat. ムロツヨシ」（2021年5月21日配信） - 『muro式.がくげいかい』テーマ曲[213]。
- 星野源『Continues』コーラス
  - シングル『恋』のカップリング(3曲目に収録)

### 監督
- MIRRORLIAR FILMS Season4『バイバイ』（2022年9月2日）- 兼・出演[214][215]

## 受賞
2014年
- 日経トレンディ「今年のヒット人」[24]

2018年
- エランドール賞・新人賞[29][216]

2019年
- GQ MEN OF THE YEAR 2019 アクター・オブ・ザ・イヤー賞[217]
- 第48回ベストドレッサー賞【芸能部門】[218]